# Youakim Moubarac
« Moubarac » redirige ici. Pour l’article homophone, voir Moubarak.
Youakim Moubarac, né le 20 juillet 1924 à Kfarsghab au Liban et décédé le 24 mai 1995 à Montpellier (France), est un prêtre maronite libanais, penseur et théologien de renom. Il était un islamologue arabisant et disciple de l'orientaliste Louis Massignon. Il a consacré sa vie et ses travaux majeurs au dialogue entre Églises chrétiennes, aux causes palestiniennes et libanaises, à l'unité de l'Église et à l'héritage antiochien de l'Église maronite.

## Biographie
Youakim Moubarac est né à Kfarsghab au Liban dans une famille maronite de longue tradition sacerdotale. Son père, Antoun, et son grand-père, Youssef, étaient tous deux prêtres maronites servant leur communauté dans l'un des lieux les plus spirituels du christianisme oriental au Moyen-Orient, la vallée de la Qadisha.

### Premières années
Après des études de théologie au séminaire inter-rituel de Ghazir et à l'université Saint-Joseph de Beyrouth, le jeune Youakim est envoyé par ses supérieurs en octobre 1945 en France. Une fois ses études terminées au Séminaire de Saint-Sulpice à Paris, il est ordonné prêtre de rite maronite le 29 juin 1947 au Liban. En 1948, il est autorisé par le Patriarcat Maronite à continuer ses études à l'Institut catholique de Paris. Dans cette même année, il est nommé au service de la paroisse de Saint-Séverin dans le Quartier latin où il restera pendant 18 ans.

### Carrière
En 1951, il présente sa première thèse de doctorat Abraham dans le Coran et entre comme chercheur au Centre national de la recherche scientifique, l'organisme public de recherche le plus prestigieux en France.
De 1950 à 1962, Moubarac assure le secrétariat de Louis Massignon. En 1959, il commence sa carrière académique, en enseignant l'arabe classique à l'Institut catholique. Jusqu'à sa mort, il enseignera dans plusieurs universités : l'université catholique de Louvain, Belgique, l'université Paris IV - Paris-Sorbonne et d'autres.
Il participe entre 1962 et 1965 au IIe concile œcuménique du Vatican au sein de la délégation maronite. Après 1965, il se dévoue à son travail de promotion du dialogue inter-religieux, de la défense des causes palestiniennes et surtout libanaises à partir de 1975.
À partir de 1985, Youakim Moubarac travaille à redécouvrir les racines syriaques de l'Église maronite. De 1987 à 1992, il s'installe au Liban et prend en charge la préparation d'un synode maronite. Pendant cette période et malgré un travail intense pour la préparation du synode et beaucoup de missions spirituelles et politiques, Moubarac commence deux projets importants :
- En 1989, il commence la restauration du monastère de Notre-Dame de Qannoubine, un monastère historique dans la vallée de la Qadisha qui fut pendant des siècles le siège du Patriarcat maronite (ca. XVe au XVIIIe siècle).
- En 1992, il fonde avec des amis, la Coopérative libanaise pour le développement, une initiative de micro-crédit, dont les objectifs sont d'encourager les familles déplacées pendant la guerre civile libanaise (1975-1990) à se réinstaller dans leur région d'origine et prévenir l'émigration à l'extérieur du Liban.

En 1991, la décision du pape Jean-Paul II de convoquer un synode à Rome pour toutes les Églises catholiques du Liban annule son projet de synode maronite. 
En 1992, il revient à Paris où il reprend son travail académique.

### Mort
Le père Youakim est mort le 24 mai 1995 à Montpellier. Il a reposé au cimetière de l'abbaye de Jouarre. Quatorze ans plus tard, le 25 août 2009, ses restes furent exhumés et rapatriés pour reposer en paix aux côtés de ses parents à Mrah. Une messe solennelle de requiem, dans son village natal de Kfarsghab (Liban-Nord) a été présidée par le Patriache maronite et cardinal Nasrallah Sfeir, honorée par la présence du ministre de l'Information, Tarek Mitri, représentant le président de la République libanaise, le général Michel Sleiman, la famille Moubarac et tous les amis du savant.

## Œuvre
Youakim Moubarac a laissé une œuvre importante, dont une grande partie n'est pas encore publiée. En 2005 et 2006, deux livres ont été publiés avec certains de ses travaux : 
- Georges Corm (2004), Youakim Moubarac, Un homme d'exception, Librairie orientale, Beyrouth,  (ISBN 978-9953170145)
- Dossier dirigé par Jean Stassinet (2005), Youakim Moubarac, Éditions L’Âge d'Homme, Lausanne,  (ISBN 978-2825119655)

### Œuvres publiées
- 1956, Bibliographie de Louis Massignon. Réunie et classée par Y. Moubarac, Institut français de Damas, Damascus. (OCLC 61507397)
- 1956, Les Noms divins dans le Coran et en épigraphie sud-sémitique, Museon, Louvain.
- 1957, Les Études d'épigraphie sud-sémitique et la naissance de l’islam : Éléments de bibliographie et lignes de recherches, Librairie orientaliste Paul Geuthner, (OCLC 60506136)
- 1958, Abraham dans le Coran, Éditions J. Vrin, Paris. (OCLC 1325821)
- 1962, L'Islam, Castermann, Paris. (OCLC 5850895)
- 1963, Anthologie de la littérature arabe, selon une nouvelle translittération établie par le cardinal Tisserant, Gedalge, Paris. (OCLC 23432852)
- 1963, Catéchisme pour adultes à Saint-Séverin, Casterman, (OCLC 53641154)
- 1963, Mémorial Louis Massignon, sous la direction de Youakim Moubarac et des textes arabes de Ibrahim Madkour, Abd al-Rahman Badawi, Taha Hussein, etc., Dar el-Salam, Imprimerie de l'Institut français d'archéologie orientale, Le Caire. (OCLC 20425710)
- 1964, Guide de l'église Saint-Séverin (XIIIe – XVIe siècles) Deuxième édition revue avec textes en espagnol, italien, anglais et allemand, Association Philippe-Néri, Paris. (OCLC 80149006)
- 1965, Bible, liturgy, and dogma, Notre Dame, Ind., Fides Publishers, (OCLC 1911571)
- 1965, Saint-Séverin catechism for adults, G. Chapman, Londres, (OCLC 40209004)
- 1965, Calendrier Synoptique, juif, chrétien, musulman 1966, Devrue, Paris. (OCLC 53685344)
- 1966, I believe in God, Notre Dame, Ind., Fides Publishers. (OCLC 4174404)
- 1966, Calendrier Synoptique, juif, chrétien, musulman, Philippe Néri, Saint-Séverin, Paris.
- 1968, Vocation islamique de Jerusalem, Al Khal Editor, Beirut. (OCLC 65491009)
- 1969, La Pensée chrétienne et l’islam, des origines jusqu'à la prise de Constantinople, Sorbonne, Paris.
- 1971, Les Musulmans : consultation islamo-chrétienne, Seven Muslim intellectuals from North Africa, Egypt, Iran, and India replies to questions concerning relations with Christians., Beauchesne, Paris. (OCLC 545865)
- 1972, Pentalogie islamo-chrétienne, 5 tomes :
  - tome 1 : L’Œuvre de Louis Massignon, (OCLC 1054570)
  - tome 2 : Le Coran et la critique occidentale, (OCLC 915268)
  - tome 3 : L’Islam et le dialogue islamo-chrétien, (OCLC 1032383)
  - tome 4 : Les Chrétiens et le Monde arabe, (OCLC 1206343)
  - tome 5 : Palestine et arabité., (OCLC 1054596). Éditions du Cénacle Libanais, Beirut.
- 1977, Recherches sur la pensée chrétienne et l'Islam dans les temps modernes et à l'époque contemporaine, Université libanaise, Beirut. (OCLC 4993936)
- 1975, Muhammad est-il prophète ?, Louvain-la-Neuve, Université catholique de Louvain, Faculté de théologie, (OCLC 77446963)
- 1982, Islam et christianisme en dialogue, Cerf, Paris.  (ISBN 978-2204018517)
- 1984, Pentalogie antiochienne, Domaine Maronite, 5 tomes en 7 volumes :
  - tome 1 : les Maronites entre l'Orient syrien et l'Occident latin, (OCLC 58616233)
  - tome 2 : le Liban entre l'islam, la France et l'arabité, (OCLC 62029897)
  - tome 3 : hommes et institutions, us et coutumes, proverbes et dictons, recettes et chansons, (OCLC 58616202)
  - tome 4 : répertoire du Liban, (OCLC 58616270)
  - tome 5 : livre d'heures et de mélodies, (OCLC 62029899)
  - tome 6 : livre du pain et du vin, (OCLC 62029900)
  - tome 7 : livre d'images, (OCLC 62029898) Publications du cénacle libanais, Beirut.
- 1986, La Pensée Chrétienne et l’Islam, Université libanaise, Beirut.
- 1993, La chambre nuptiale du cœur, Approches spirituelles et questionnements de l'Orient syriani, Cariscript, Paris,  (ISBN 2876012286)
- 1993, La Question libanaise dans les textes du Patriarche Sfeir, Cariscript, Paris.  (ISBN 978-2876012189)
- 1996, al-Quds—al-qaḍīyah  نقلته إلى العربية مهاة فرح الخوري, al-Markaz al-Raʼīsī, Beirut, (OCLC 123310231)